# Philippe Cola
Pour les articles homonymes, voir Cola (homonymie).
Philippe Cola, né le 14 janvier 1956 à Mancieulles, est un tireur sportif, pistolier, français, qui a disputé les épreuves de tir aux Jeux olympiques d'été de 1984, de 1988 et de 1992.
Il remporte une médaille d'or en pistolet libre et une médaille d'argent en pistolet à air comprimé aux Championnats d'Europe de 1983. Il finit également cinquième des championnats du Monde de 1987.
Aux jeux olympiques de 1984, à Los Angeles, il participe à la finale et se classe 6ème. En 1994, à la suite de problèmes de vue, il arrête sa carrière à haut niveau, après avoir gagné notamment 9 titres nationaux français. En 1998, il entame une carrière d'entraîneur. Il est entraîneur national de tir au pistolet. Il a entraîné Franck Dumoulin.
En 2024, il est sociétaire de la Société de Tir de Briey.